# Judy and Mary
Judy and Mary (ジュディ アンド マリー) foi uma banda japonesa da década de 1990 conhecida por suas músicas inovadoras: punk, rock, pop, ska e traços de música melódica.

## História
A banda se formou em 1992, quando o baixista Yoshihito Onda (恩田 快人, Onda Yoshihito), se reuniu com a  vocalista Yuki Isoya (磯谷 有希, Isoya Yuki) em Hakodate. Mais tarde, o baterista Kohta Igarashi (五十嵐 公太, Igarashi Kōta), e o guitarrista Takuya Asanuma (浅沼 拓也, Asanuma Takuya), foram adicionados ao grupo. O nome "Judy and Mary" é uma referência aos dois pólos, um positivo e um negativo, que os próprios sugerem existir em todo o ser humano. Eles propunham demonstrar estes dois lados do carácter humano nas suas canções.
Em 1992, eles lançaram seu álbum independente, Be Ambitious, com um vídeo sobre acompanhantes  pela Chainsaw Records. Logo após foram contratados pela Epic/Sony Records e  foi lançado seu primeiro Hit único com o single, "Power of Love", em 1993. Seu primeiro grande álbum, JAM, foi lançado em 1994. Com cada lançamento posterior eles cresceram em popularidade, até que se tornaram uma das mais populares e conceituadas bandas do Japão. Uma de suas canções, Sobakasu, foi usada como tema para a primeira abertura do famoso anime Rurouni Kenshin e vendeu mais de 2 milhões de cópias.
Ao todo, eles lançaram sete álbuns, três colectâneas de vinte e dois singles. Judy e Mary acabou em março de 2001 na sequência do WARP Tour Final realizada no Tokyo Dome. O concerto está disponível em DVD. Entre as músicas que ajudaram a banda a consagrar-se destacam-se os singles Kujira 12Gou, Overdrive, Daydream, Radio, Music Fighter, Sobakasu, Hello Orange Sunshine e Classic.
A música Motto, é usada no canal E.T.C do chile em seus comerciais de Amimês, junto do seu slogan "Tudo passa.. en  E T C ".
Actualmente são considerados lendários no panorama musical do Japão. Durante os 10 anos em que estiveram no activo eles revolucionaram a música com o seu estilo único e incomparável de compôr canções que não se enquadram em nenhum género específico: nelas estão agregadas características do rock, punk, pop, ska e elementos completamente inovadores que harmonizavam essas mesmas produções. Pode-se considerar que Judy and Mary cresceu do movimento cult em que estava inserido no início da década, aquando do seu surgimento, para se vir a tornar num dos favoritos do grande público. Também as apresentações ao vivo eram famosas devido à irreverência e carisma que Yuki demonstrava em palco e à sintonia apaixonante que a banda tinha com o seu público.
Yuki Isoya agora desfruta de uma bem sucedida carreira solo, com o nome de YUKI  e também fez parte do duo NiNa e do supergrupo Mean Machine, onde tocava bateria.
Takuya também é atualmente um artista solo e produtor(Referência: Λucifer). Em 2001 acabou voltando para a banda ROBOTS e em 2005 tornou-se produtor para Takahashi Hitomi.
Onda, formou uma nova banda chamada Hot Rod Crue, e mais tarde, juntou-se ao Asian Black. Actualmente é um compositor e produtor reconhecido.
Kohta entrou na banda naja. Depois desta banda se separar participou em diversos projectos e tornou-se o baterista suporte de vários artistas nacionais, como por exemplo, de Ai Otsuka.
De acordo com dados divulgados pela MUSIC STATION em 2005 a banda tornou-se o 44º artista mais bem sucedido em termos de vendas no Japão, com uma estimativa de 14,800,000.
Em 2009 a banda comemorou o seu 15 º aniversário e a Sony lançou o 15th Anniversary COMPLETE SINGLE BOX e foi também produzido um álbum tributo com participações de diversos artistas consagrados do cenário musical japonês da actualidade.

## Membros
- Yuki (磯谷 有希, Isoya Yuki) - vocais
- Yoshihito Onda (恩田 快人, Onda Yoshihito) - baixo
- Takuya (浅沼 拓也, Asanuma Takuya) - guitarra
- Taiji Fujimoto (藤本 泰司, Fujimoto Taiji) - guitarra
- Kohta Igarashi (五十嵐 公太, Igarashi Kōta) - bateria

## Discografia

### Livros/Publicações
- JAM Book (15 de Março de 1996)
- YUKI Girly Rock -yuki biography- (1997)
- YUKI Girly Swing -yuki autobiography & diary- (1997)
- YUKI Girly Folk -yuki bio- (2000)
- YUKI Girly Boogie -yuki autobio- (2000)
- YUKI Girly Wave -yuki bio- (2004)
- YUKI Girly Tree -yuki autobio) (2004)
- What's In JAM-PACK